# Philippe-Isidore Picot de Lapeyrouse

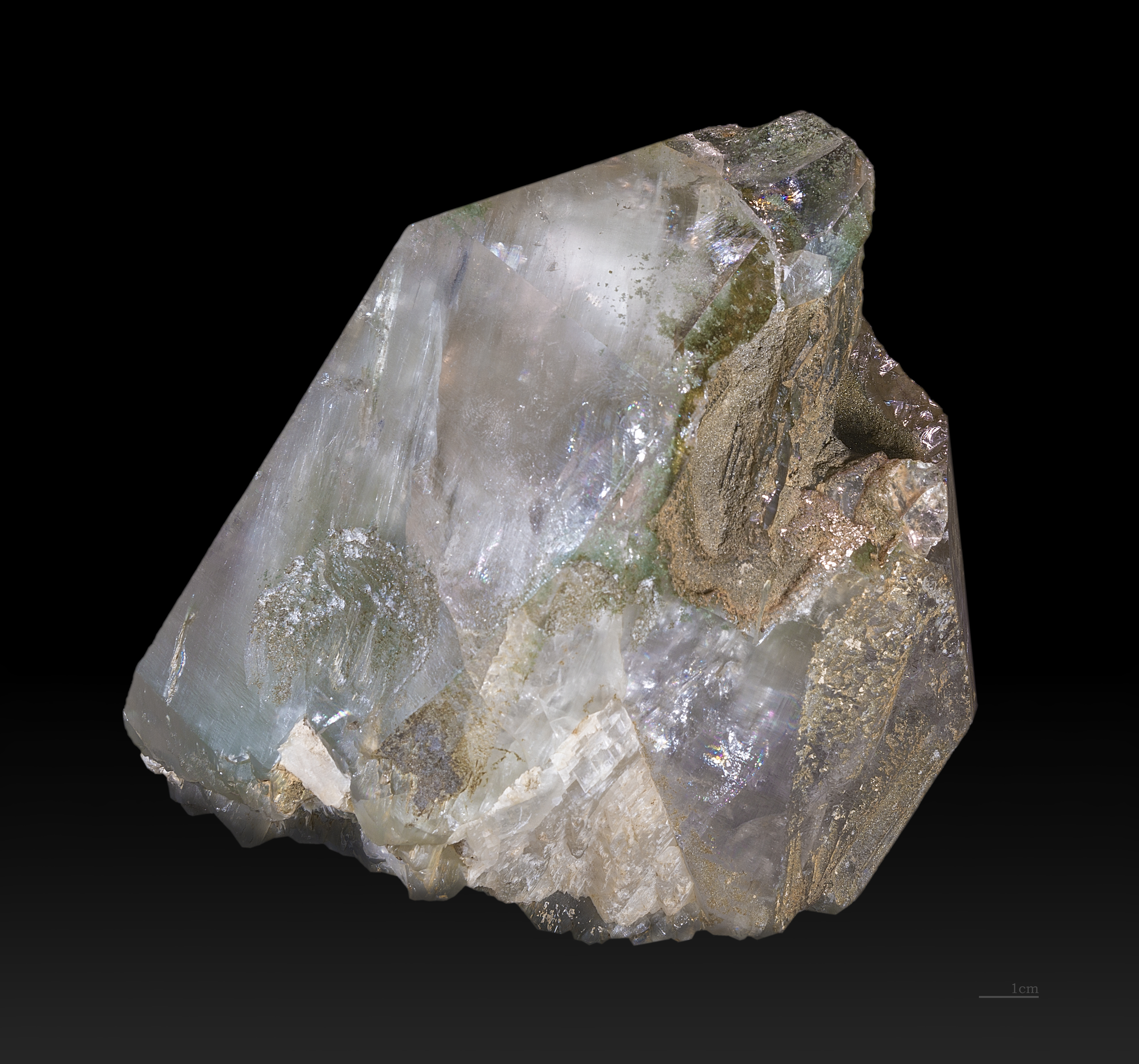
Ejemplar de cuarzo prasio recolectado por Picot de Lapeyrouse y Dolomieu en 1793.

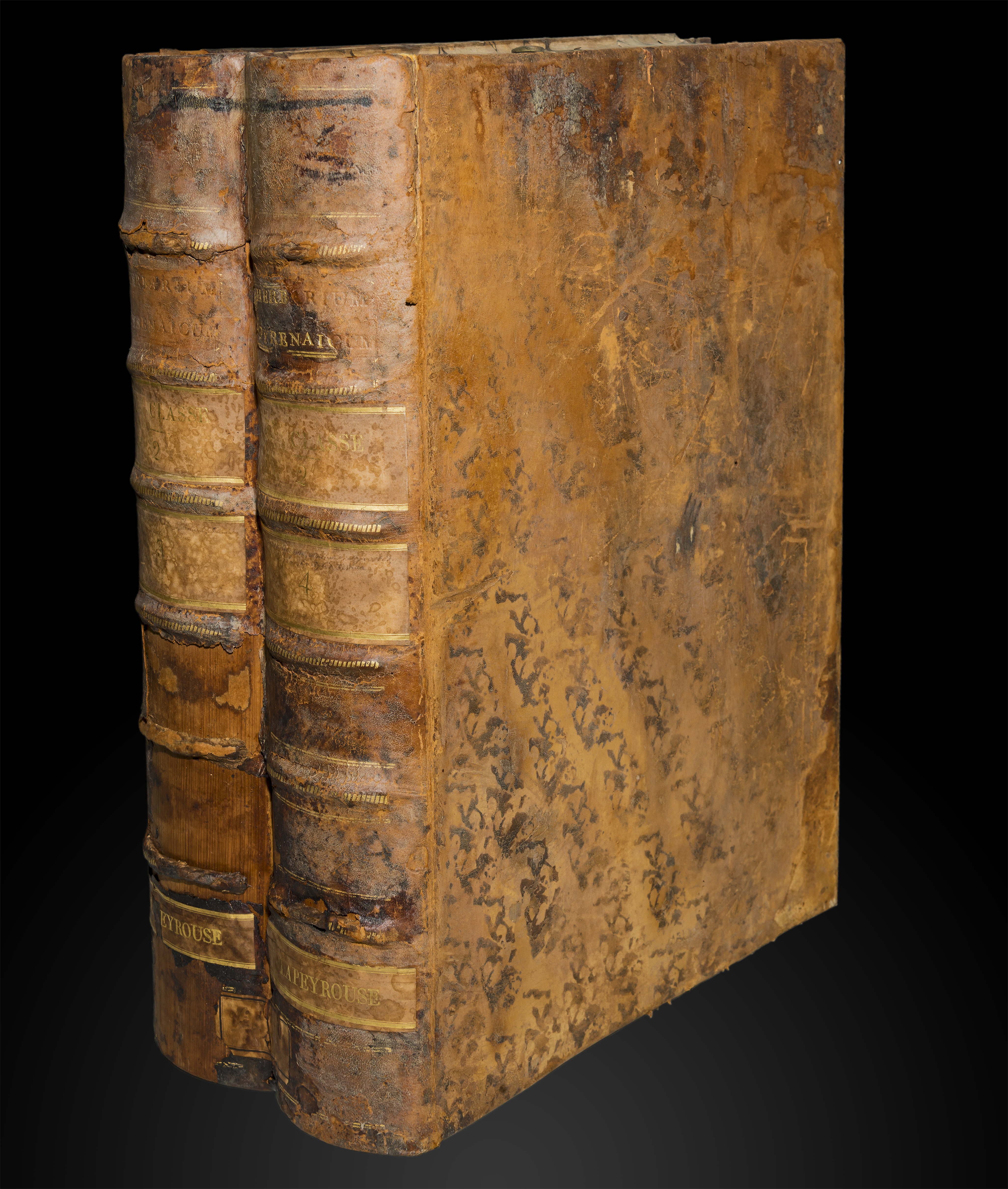
Tomos del herbario de Philippe Picot de Lapeyrouse - MHNT

Philippe-Isidore Picot de Lapeyrouse (Toulouse, 20 de octubre de 1744 – Lapeyrouse-Fossat, 18 de octubre de 1818) fue un naturalista francés.

## Biografía
Su padre era noble, y comerciante respetable. Philippe opta primero por una carrera en la magistratura y obtiene, en 1768, ser abogado en la Cámara de Aguas y Florestas del Parlamento de Toulouse. Una reforma administrativa lo hace cesar en su puesto en 1771 y, de este modo, pasa a dedicarse a su verdadera pasión: la historia de la botánica. Uno de sus tíos, barón de Lapeyrouse, muere en 1775 dejándole una fortuna y su título nobiliario.
Se casa el 15 de septiembre de 1772 con Marie de Sacaze de Saint Beat, de una familia culta y muy ricos.
Pasa su tiempo viajando y estudiando. Publicó en 1781, su Description de plusieurs nouvelles espèces d'orthocératites et d’ostracites (Erlangen), un trabajo dedicado a la conquiliología fósil. Y publicó en Mémoires diversos relatos sobre la flora, la fauna y los minerales de los Pirineos. Sus observaciones ornitológicas están incluidas en el Dictionnaire des oiseaux, publicado en la Encyclopédie méthodique.
En 1786, publica Traité des mines et forges à fer du comté de Foix.
En 1790, es nombrado administrador del distrito de Toulouse. Al renunciar a esa función en 1792, es preso por dieciocho meses. Liberado con la muerte de Robespierre, retorna a sus estudios, y ocupa la función de inspector de minas y, posteriormente, profesor de historia natural en la "Escuela Central de Toulouse".
En 1800, es nombrado alcalde de Toulouse, función que conserva hasta 1806. Para sus cursos, publicó en 1799 un trabajo didáctico Tables méthodiques des mammifères et des oiseaux observés dans le département de la Haute-Garonne.
Lapeyrouse proyectó publicar un tratado sobre toda la flora de los Pirineos, pero solo consiguió publicar una monografía denominada Monographie des saxifrages (1801). Entretanto, publicó en 1813, una versión abreviada con el título Histoire abrégée des plantes des Pyrénées et Itinéraire des botanistes dans ces montagnes.
En 1807, con el restablecimiento de la "Academia de Toulouse", extinta en 1792, asume el cargo de secretario perpetuo.

## Obras
- Mémoires d'histoire naturelle Notice n° : FRBNF33480789
- Mémoires d'histoire naturelle : Description de quelques crystallisations... - Histoire naturelle du Lagopède. - Description de quelques plantes des Pyrénées, 1774-1778
- Traité sur les mines de fer et les forges du comté de Foix, 1786
- Mémoire sur la mortalité des ormes dans les environs de Toulouse, 1787
- Histoire des plantes des Pyrénées, 1791
- Figures de la flore des Pyrénées, avec des descriptions..., 1795
- Voyage au Mont-Perdu et dans la partie adjacente des Hautes-Pyrénées, 1797
- Tables méthodiques des mammifères et des oiseaux observés dans le département de la Haute-Garonne (año VII)
- Histoire abrégée des plantes des Pyrénées... et Itinéraire des botanistes dans ces montagnes, 1813
- Considérations sur les lycées, surtout par rapport aux départements, impreso por el Consejo Gral de Haute-Garonne y enviado a los diputados, 1815
- Supplément à l'″Histoire abrégée des plantes des Pyrénées″, 1818
- Extraits de sa correspondance avec D. Villars, 1861

## Honores

### Eponimia
- Calle muy transitada en el centro de Toulouse

Minerales
- Picotita: variedad de hercinita
- Ferropicotita (Lacroix 1904): variedad ferrífera de espinela

Vegetales
Géneros
- (Boraginaceae) Picotia Roem. & Schult.[1]

Especies
- (Asteraceae) Hieracium lapeyrousei Froel. ex Bab.[2]

- (Begoniaceae) Begonia × lapeyrousei Van Houtte[3]

- (Brassicaceae) Braya lapeyrouseana (Rouy & Foucaud) Bonnier[4]

- (Dennstaedtiaceae) Lindsaea lapeyrousei (Hook.) Baker[5]

- (Orchidaceae) Aerides picotiana Hort. ex Rchb.f.[6]

- (Papaveraceae) Papaver lapeyrouseanum Gutermann ex Greuter & Burdet[7]

- (Polypodiaceae) Polypodium picoti Carrière[8]

- (Rosaceae) Alchemilla lapeyrousei Buser[9]

- (Rosaceae) Rubus lapeyrouseanus (Sudre) W.C.R.Watson[10]

- (Rubiaceae) Oldenlandia lapeyrousei (DC.) Terrell & H.Rob.[11]

- (Saxifragaceae) Saxifraga lapeyrousei Sternb.[12]

- (Saxifragaceae) Saxifraga × lapeyrouseana Sennen[13]

- (Scrophulariaceae) Euphrasia lapeyrousei Soy.-Will.[14]

- (Scrophulariaceae) Linaria lapeyrouseana Jord.[15]

- (Violaceae) Viola lapeyrouseana (Rouy & Foucaud) A.W.Hill[16]

- La abreviatura «Lapeyr.» se emplea para indicar a Philippe-Isidore Picot de Lapeyrouse como autoridad en la descripción y clasificación científica de los vegetales.[17]